# Johann Jakob Engel

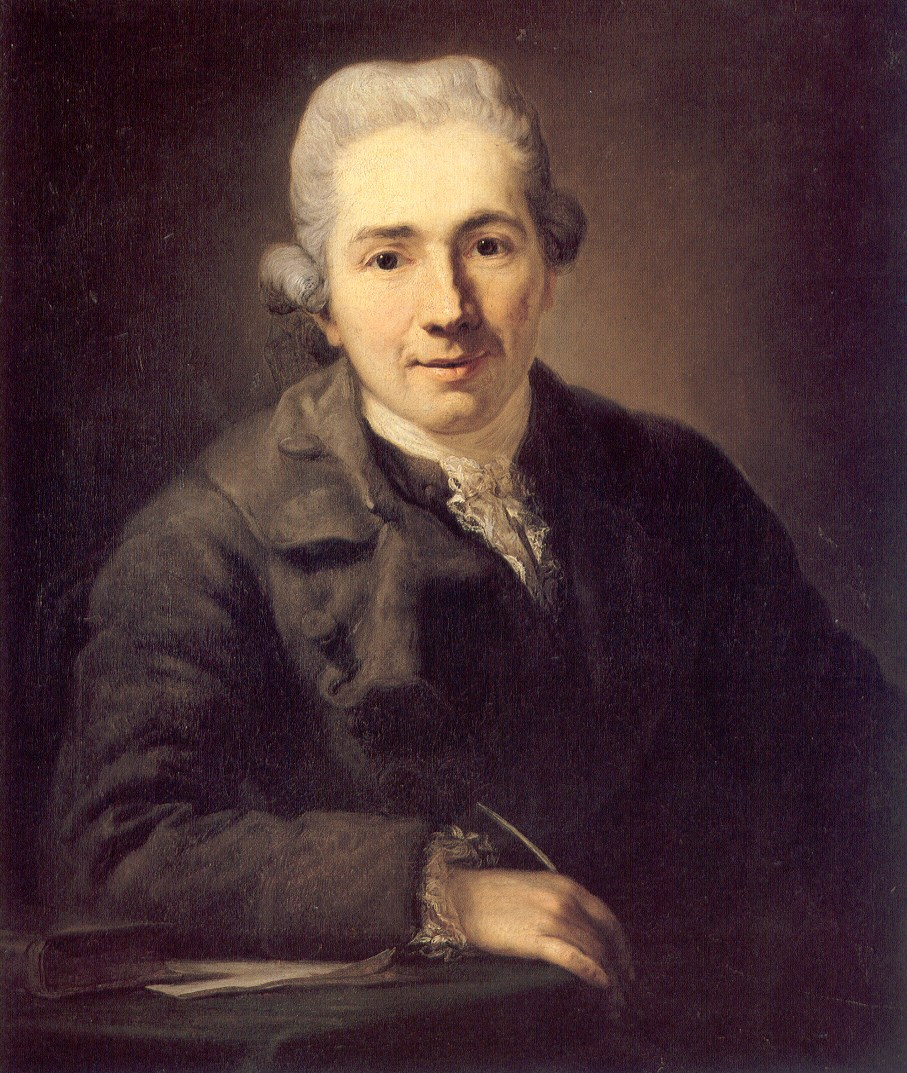
Johann Jakob Engel. Gemälde von Anton Graff, 1773

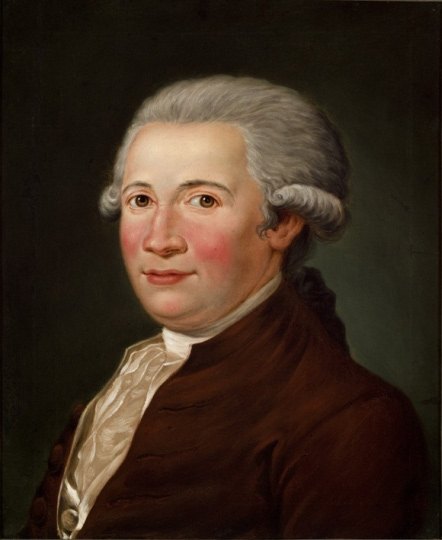
Johann Jakob Engel. Gemälde von Ferdinand Collmann nach Anton Graff, 1789 (Gleimhaus Halberstadt)

Johann Jakob Engel (* 11. September 1741 in Parchim; † 28. Juni 1802 ebenda) war ein deutscher Schriftsteller, Theaterdirektor und Philosoph im Zeitalter der Aufklärung.

## Jugend- und Studienzeit
Engel wurde als eines von sechs Kindern des Pastors Karl Wilhelm Christian Engel (1704–1765) und seiner Frau Marie Elisabeth geb. Brasch (1724–1803) geboren. Er war der älteste Sohn. Mit neun Jahren kam Johann Jakob zu seinem Onkel Johann Ludwig Engel (1699–1758), der als Akademiker in Rostock Philosophie lehrte. Durch ihn erlangte der junge Johann Jacob einen solchen Bildungsstand, dass er am 26. April 1757, noch nicht sechzehnjährig, an der Universität Rostock das vom Vater gewünschte Studium der Theologie beginnen konnte. Noch im gleichen Jahr kehrte er krankheitsbedingt nach Parchim zurück. Dort schrieb Engel seinen ersten literarischen Text, nämlich ein „Denkmal der Liebe und Ehrfurcht“ für den überraschend verstorbenen Rostocker Ziehvater. Erst 1759 nahm der junge Engel wieder sein Studium in Rostock auf, was er dort und dann infolge der 1760 erfolgten Schließung der Universität ab Mai 1762 in Bützow wenig zielstrebig fortsetzte. 1763 wurde Engel zum Dr. phil. promoviert. Nach dem Tode seines Vaters 1765 ging er nach Leipzig und war dort zunächst ganz mit der Erkundung dieser neuen großstädtischen Welt beschäftigt. Er ließ sich erst 1766 an der Universität immatrikulieren und studierte zuerst Theologie, wandte sich aber dann philologischen, philosophischen und mathematischen Studien zu.

## Erste literarische Erfolge und Lehrtätigkeit
Seine berufliche Zukunft erschloss sich jedoch nicht aus diesen Studien, sondern ging auf den Einfluss des Dichters und Schriftstellers Christian Felix Weiße zurück. Engel begann nun selbst literarisch zu arbeiten. Das waren zunächst historische Aufsätze, Rezensionen und Übersetzungen, dann fand er als Dramatiker ein eigenständiges Profil.
Im Winter 1767/68 hatte er an einer Aufführung des Stücks „Minna von Barnhelm“ in der Rolle des Tellheim mitgewirkt. Als bald danach der aus Dresden verdrängte Heinrich Gottfried Koch sein Schauspielhaus in Leipzig eröffnete, geriet Engel ganz in den Bann der Schauspielkunst.
Seinen ersten Versuchen folgte das 1771 in Leipzig gedruckte Lustspiel „Der dankbare Sohn“. Das hatte in ganz Deutschland außerordentlichen Erfolg, wie auch „Der Edelknabe“ (1775), ein Lustspiel für Kinder. Letzteres Stück brachte auch Abel Seyler mit seiner Theatertruppe in Thüringen und Sachsen zur Aufführung. Nach dem Erscheinen seiner Essaysammlung „Der Philosoph für die Welt“ 1776 wurde er Professor der Philosophie und der schönen Wissenschaften am Joachimsthalschen Gymnasium in Berlin. Das Amt verpflichtete ihn, wöchentlich fünf Stunden Moralphilosophie, Logik und Geschichte zu lehren. Dabei erlangte der populäre Aufklärer einen sehr guten Ruf, weshalb begüterte Bürger ihn zu Privatvorlesungen für ihre Nachkommen heranzogen. So 1785/86 die Humboldts, worüber Wilhelm von Humboldt später seiner Braut berichtete:
„Meine erste bessere Bildung bekam ich durch Engel. Er ist ein sehr feiner und lichtvoller Kopf, vielleicht nicht sehr tief, aber so schnell auffassend und darstellend, wie ich es nie wieder gefunden habe, versteht sich nur in intellektuellen Dingen. Bei dem hört' ich Philosophie nur mit wenigen andern und unterrichtete dann wieder meinen Bruder (Alexander) in seiner Gegenwart. Er gewann mich äußerst lieb, und ich hatte eine Anhänglichkeit an ihn, eine Achtung – so in dem empfundenen Sinne des Worts – eine Liebe, die in den höchsten Enthusiasmus überging.“

## Berliner Aufklärung, Literaturtheorie, literarisches Schaffen

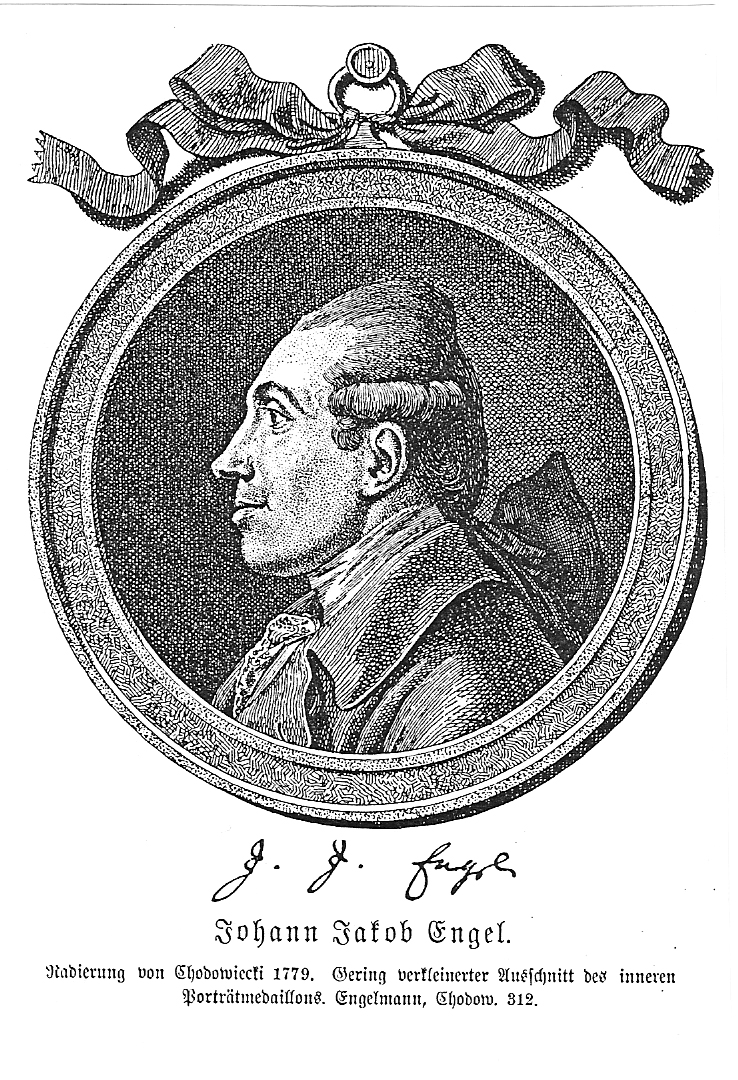
Johann Jakob Engel, Porträt von Daniel Chodowiecki

Wenig später (1787) wurde Engel aufgrund von Arbeiten zur Physik zum Mitglied der Akademie der Künste und zum Lehrer des Prinzen Friedrich Wilhelm (dem späteren Friedrich Wilhelm III.) ernannt und nahm in den damaligen Berliner Schriftstellerkreisen bald eine wichtige und hervorragende Stellung ein. In der Gruppe derjenigen Schriftsteller, die ihre geistigen Anschauungen dem aufklärenden und moralisierenden Rationalismus entnahmen, in der Form aber dem Muster Lessings nachstrebten, sich dabei vor allem der Pflege einer klaren Prosa befleißigten, war Engel einer der talentvollsten und tüchtigsten. Seine dramatischen Anfänge, die Lustspiele: „Der dankbare Sohn“, „Der Diamant“ u. a., das Schauspiel „Der Edelknabe“ sowie seine „Ideen zu einer Mimik“ (Berlin 1785–86; neu hrsg. von B. Dawison, Berlin 1869), verschafften ihm nach dem Regierungsantritt Friedrich Wilhelms II. (1786) die Direktion des neu errichteten Berliner Nationaltheaters, welches er bis 1794 führte. In weiten Kreisen des Publikums hatten ihn inzwischen seine „Lobrede auf Friedrich II.“ (Leipzig 1781) sowie „Der Philosoph für die Welt“ (Leipzig 1775–77), die letzte hervorragende moralische Wochenschrift nach dem einst beliebten Muster des Addisonschen „Spectator“, bekannt gemacht. In ihr vertrat er, gegenüber der beginnenden Sturm- und Drangperiode, mit Konsequenz und Scharfsinn den Standpunkt der moralisierenden Poesie und des nüchternen Realismus. In populär-philosophischen (Damenphilosophie) und poetischen Arbeiten suchte er in seinem Sinn auf die Zeitgenossen zu wirken und vermochte sich längere Zeit hindurch selbst dem Genie Bürgers, Goethes und Schillers gegenüber zu behaupten.
Mit seinen Schriften „Über Handlung, Gespräch und Erzählung“ (1774) und den „Anfangsgründe[n] einer Theorie der Dichtungsarten“ (mit Vorwort von Friedrich Nicolai, Leipzig 1783) gehört Engel als wichtiger Vorläufer bekannterer Literaturtheoretiker zu den Wegbereitern der modernen Erzähltheorie.
Seine „Kleinen Schriften“ (Berlin 1785), sein „Fürstenspiegel“ (Berlin 1798), vor allem aber sein durch feine Beobachtung des Kleinen und Alltäglichen ausgezeichnetes, im übrigen poesieloses Charaktergemälde „Herr Lorenz Stark“ (zuerst in Schillers „Horen“ 1795 und 1796, Berlin 1801) fanden, besonders in Norddeutschland, verdiente und übertriebene Bewunderung.

## Wechselfälle des Lebens

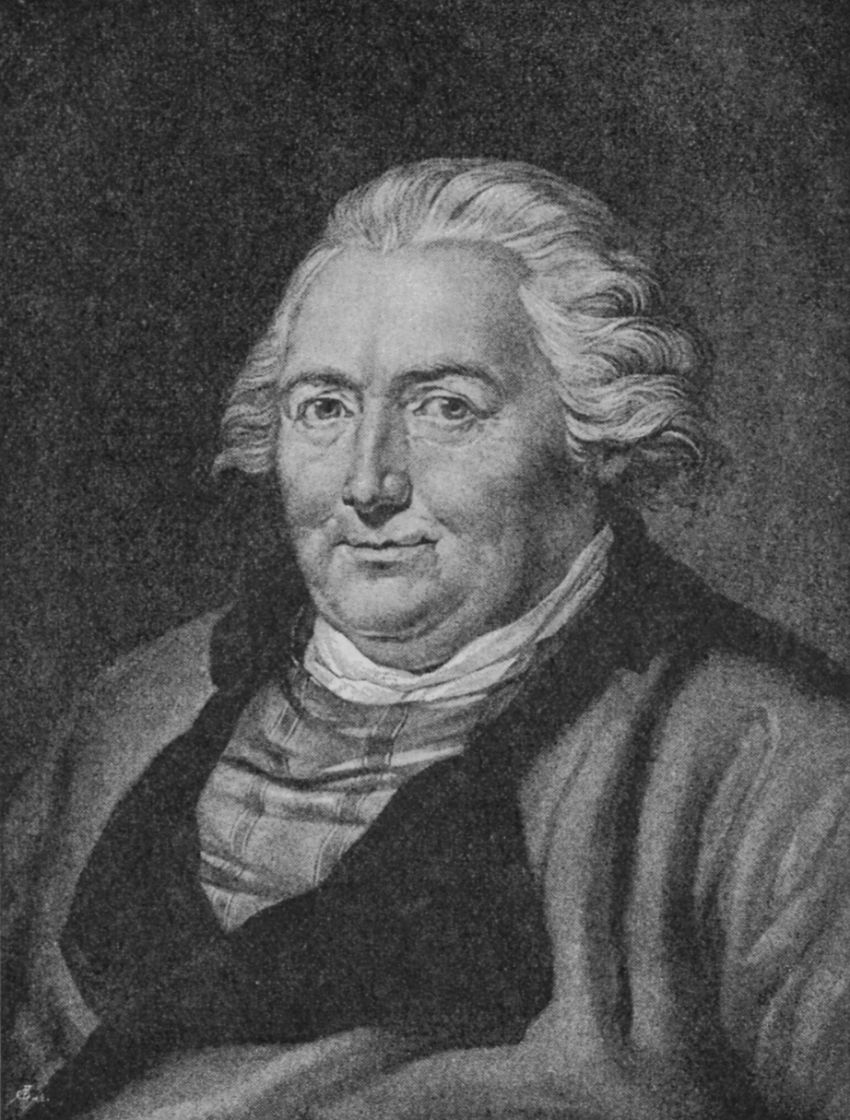
Johann Jakob Engel (Nach dem Gemälde von F.G. Weitsch gestochen von J.J. Freihof)

Mit der Übernahme der Leitung des Nationaltheaters übernahm Engel mit einem Jahreseinkommen von 800 Talern eine Last, die ihn eigentlich überforderte. Denn er war für die Auswahl der Stücke und Schauspieler verantwortlich, hatte Ärger mit dem Bühnenpersonal und Publikum, wobei sogar Schlägereien nichts Ungewöhnliches waren. Eines Tages ließ er vernehmen: „Der Engel hat Gesetze gegeben, aber kein Teufel will sie halten!“
Sein 1790 eingereichtes Gesuch um Entlassung genehmigte der König Friedrich Wilhelm II. nicht, um ihn dann vier Jahre später ohne Pension davonzujagen. Vorausgegangen war ein seltsamer Streit um die vom König gewünschte Aufführung von Mozarts „Zauberflöte“, die Engel unter mannigfachen, hauptsächlich wirtschaftlichen Gesichtspunkten ablehnte. Als das Werk dann in ganz Deutschland Erfolg hatte, konnte er sich nicht länger verweigern. Doch legte Engel die Berliner Uraufführung auf einen Tag, von dem er wusste, dass der König abwesend sein würde, was dieser als Ungehörigkeit erkannte und bestrafte.
Da Engel nun lediglich noch Einnahmen aus seiner literarischen Tätigkeit zur Verfügung hatte, konnte er sich das Leben im teuren Berlin nicht länger leisten und er verließ die preußische Metropole. Der lebenslange Junggeselle zog nach Schwerin und kam bei seinem jüngeren Bruder Karl Christian unter, der zwar Arzt war, aber ebenfalls literarische Ambitionen hatte. In dieser Situation verschmähte Engel nicht einmal die Mitarbeit an der Literaturzeitschrift „Die Horen“. Das Angebot kam von deren Herausgeber Friedrich Schiller, für den Engel einst ein „erklärter Feind“ (1787) und dazu ein „armselige(r) Hund“ (1788) gewesen war.

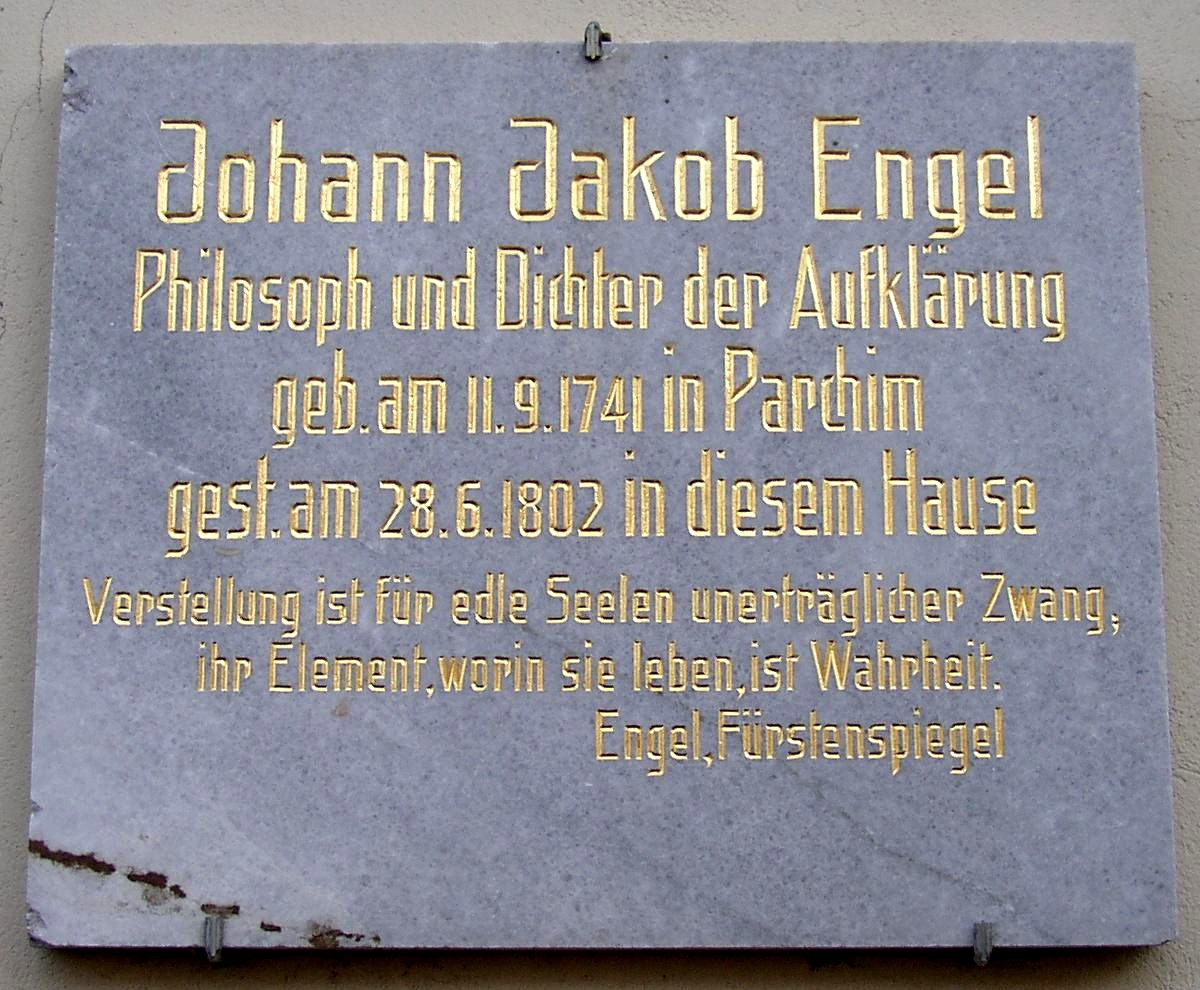
Gedenktafel am Haus in der Hakenstraße 5 in Parchim

Nun 1794 schrieb Schiller an den Verleger Johann Friedrich Cotta: „Schon sind vier vortreffliche Männer unserer Societät beigetreten, Goethe, Johann Gottfried Herder, Christian Garve und Engel“. Zwei Jahre später erschienen dann in Schillers „Horen“ in Fortsetzungen Engels als „Charaktergemälde“ angelegter Familienroman „Herr Lorenz Stark“. In Schwerin entstand auch Engels Aufsatzsammlung „Der Fürstenspiegel“, die jenen, „die zum Regieren bestimmt sind, manche eben ihnen nützliche Wahrheit zu sagen“ hatte. Es waren jene Gedanken, die er einst in seinen Privatvorlesungen dem Kronprinzen vortrug.
1798 wurde Engel von seinem Zögling Friedrich Wilhelm III. nach dessen Machtübernahme nach Berlin zurückgerufen und starb 1802 in Parchim, wohin er auf Bitten seiner Mutter eine Besuchsreise unternommen hatte. Eine Sammlung seiner „Sämtlichen Schriften“ wurde noch zu Engels Lebzeiten begonnen (Berlin 1801–1806, 12 Bände; neue Ausg., Berlin 1851, 14 Bände.).

## Werke (Auswahl)
- Der dankbare Sohn. Ein ländlich Lustspiel in einem Aufzuge. Leipzig 1771. (Digitalisat der Ausg. 1775)
- Der Diamant. Ein Lustspiel in 1 Aufzug nach dem Französischen des Collé. Dyck, Leipzig 1773. (Digitalisat) Neuausgabe: Mit einem Nachwort hrsg. von Alexander Košenina. Wehrhahn, Hannover 2025. ISBN 978-3-98859-124-1
- Die sanfte Frau. Leipzig 1779.
- Titus. Ein Vorspiel. Zur Feyer des höchsten Geburtsfestes Sr. Königl. Hoheit des Prinzen von Preussen. Mylius, Berlin 1779.
- Der Edelknabe. Ein Lustspiel in einem Aufzuge. Frankfurt/Leipzig 1780. (Digitalisat).
- Über musikalische Malerey. Voß, Berlin 1780. (Digitalisat)
- Versuch einer Methode die Vernunftlehre aus Platonischen Dialogen zu entwickeln. Voß, Berlin 1780. (Digitalisat)
- Ideen zu einer Mimik. Mylius, Leipzig 1785. (Digitalisat Band 1)
- Versuch über das Licht. Mylius, Berlin 1800. (Digitalisat)
- Herr Lorenz Stark. Ein Charaktergmälde. Mylius, Berlin 1801.
- Der Philosoph für die Welt. [1775, 1777, 1787, 1800, 1801]. Hrsg. von Alexander Košenina, Matthias Wehrhahn. Wehrhahn, Hannover 2022. ISBN 978-3-86525-569-3
- Fürstenspiegel. Mylius, Berlin 1802.
- Reden. Mylius, Berlin 1802.
- Anfangsgründe einer Theorie der Dichtungsarten aus deutschen Mustern entwickelt. Nicolai, Berin/Stettin 1804. (Digitalisat)
- Eid und Pflicht. Ein bürgerliches Trauerspiel. Bürgle, Augsburg 1810. (Digitalisat)
- Der Philosoph für die Welt. 3 Bände. Armbruster, Wien 1819.